# Sex dagar sju nätter
Sex dagar sju nätter (originaltitel: Six Days Seven Nights) är en amerikansk äventyrlig-romantisk komedi från 1998 i regi av Ivan Reitman med Harrison Ford och Anne Heche i huvudrollerna. Filmen hade Sverigepremiär den 2 oktober 1998.

## Handling
Robin Monroe (spelad av Anne Heche) arbetar som biträdande redaktör på en modetidning och har fullt upp att göra i julruschens New York. Trots det så bjuder hennes pojkvän Frank (David Schwimmer) henne på en resa till en tropisk ö i Stilla havet. Resan dit går bra, men den sista biten måste de flyga med privatpiloten Quinn (Harrison Ford) och hans gamla flygplan. Väl framme på ön får Robin ett besked som gör att hon hastigt måste avbryta sin semester för ett jobb på Tahiti. Enda problemet är att hon inte kan ta sig från semesterön, så hon mutar motvilligt Quinn så att han ska flyga henne till Tahiti. På vägen dit hamnar de i ett oväntat åskväder med storm och tvingas vända om igen, men de hamnar ur kurs och nödlandar på en öde ö. Väl nere på land upptäcker Quinn att planet har blivit så pass allvarligt skadat att de inte kan fortsätta att flyga utan får tillbringa ett antal dagar tillsammans, allt medan de efterlyses från semesterön.

## Om filmen
Filmen är inspelad i Kaua'i på Hawaii men utspelar sig på korallön Makatea i nordvästra delen av Tuamotuöarna.

## Rollista (i urval)
- Harrison Ford - Quinn Harris
- Anne Heche - Robin Monroe
- David Schwimmer - Frank Martin
- Jacqueline Obradors - Angelica
- Temuera Morrison - Jager
- Allison Janney - Marjorie, Robins chef
- Douglas Weston - Philippe Sinclair
- Cliff Curtis - Kip